# Pico Malaver
El Pico Malaver (también conocido como Cerro Malaver o Monte Malaver) es una montaña situada en la localidad de Montecorto, de 1122 m s. n. m., muy cercana a la Sierra de Grazalema, y al vecino Pico Lagarín.